# JUN INAGAWA
JUN INAGAWA（ジュン イナガワ、1999年 - ）は、日本のイラストレーターである。

## 来歴

### 生い立ち
1999年に神奈川県で生まれ、東京で育つ。幼少期は泣き虫であったという。5歳ごろから絵を描きはじめ、小学3年生のころに漫画家を志すようになった。また、小学5年生から6年生のころには周囲にその夢を語るようになった。漫画を描きはじめた当初は、村田雄介の絵をよく真似て描いていた。また、この時期、プリキュアシリーズの影響で美少女キャラクターを愛好するようになる。小学校を卒業する2012年、日産のカーデザイナーであった父親の仕事のため、アメリカのサンディエゴに移住する。一時帰国した14歳から15歳のころ、『kiss×sis』を契機としてオタクとなる。2014年にはInstagramをはじめ、『東京喰種』『進撃の巨人』『ラブライブ!』を模写した絵を投稿していた。また、アメリカに戻ってからも、ロサンゼルスで開催されるアニメ・エキスポには毎年足を運んでいた。
INAGAWAはこの頃「重症の引きこもり」となり、1年ほど「ひたすらアニメを観て現実逃避」する日々を送った。このとき、彼は伯父から「引きこもってアニメのイラストばかり描くのも良いが、それでは他人と同じ土俵に立つだけになってしまう。これからは他人と違うことをする人間が売れるだろう」という助言を得る。彼からシュプリームとFUCKING AWESOMEのスケートビデオを観せられたことをきっかけとして、INAGAWAはストリートカルチャーに興味を持つようになる。その後、彼はスケーターの絵を好んで描くようになった。

### キャリア
17歳のとき、Instagramに投稿した、FUCKING AWESOMEのほとんどすべてのスケーターを描いた絵が大きな反響を得、ナケル・スミスと知り合う。ナケルの紹介でショーン・パブロと知り合った彼は、2017年、彼のブランドであるPARADISEとコラボし、イラストTシャツをリリースした。これがINAGAWAのイラストレーターとしての初めての仕事だった。このことをきっかけとして、INAGAWAはロサンゼルスのストリートシーンで徐々に名前を知られるようになっていった。2018年にはA$AP BariのブランドであるVLONEとコラボし、ロサンゼルスでおこなわれたポップアップのウォールアートを担当する。ASAP Rocky や Lil Uzi Vert がこのポップアップを好意的に評価したことも影響し、INAGAWAの知名度は飛躍的に上昇した。
2018年、「自分のイラストがオタク文化の本場でも通用するのか試したくなった」という理由から、日本に帰国する。同年、DIESELのブランドキャンペーンである、HAɄTE COUTURE（ヘイトクチュール）に参加する。これを契機として、2019年3月1日から5月23日まで、DIESEL ART GALLERYで初個展である「魔法少女DESTROYERS（萌）」を開催する。この個展では「二次元排除法」により排除された日本のサブカルチャー文化を取り戻すべく、主人公の「オタクヒーロー」が作り出した「魔法少女DESTROYERS」達が戦うストーリーが描かれた。このストーリーはINAGAWAが3年にわたって構想していたものであり、背景には「オタクが今もなおメディアから偏見を持った取り上げ方をされている」という彼の問題意識がある。2021年4月23日には初の画集である『情報破壊　マスメディアクラッシュ』が出版された。また、同年9月10日には「魔法少女マジカルデストロイヤーズ」のアニメ化が決定する。
2022年11月19日から2023年2月16日にかけて、DIESEL ART GALLERYでの2回目の個展である「BORN IN THE MADNESS」を開催する。この個展は、「日本に来た途端にめちゃくちゃ資本主義を食らってしまった」INAGAWAが、「自分は何をしたかったのか」ということに関する4年間で得た考え方の変化を現わそうとしたものであった。
2023年4月26日に発売されるアニメ『魔法少女マジカルデストロイヤーズ』のオープニングテーマ「MAGICAL DESTROYER」（歌：愛美、作曲・編曲・プロデュース：上田剛士）の作詞（JUBEEと共作）と同曲のシングル（キンクリ堂限定JUN INAGAWAコラボセット）の特典用イラストを描き下ろした。イラストは愛美をモデルに、自身が敬愛する上田剛士がかつて在籍していたTHE MAD CAPSULE MARKETSのアルバム『DIGIDOGHEADLOCK』（1997年発売）のジャケットデザインをオマージュした内容になっている。